# 葡萄牙裔美国人
葡萄牙裔美国人（英語：Portuguese American； or ）是指拥有葡萄牙人血统的美国人，包括亚速尔群岛和马德拉岛屿上的葡萄牙人。
一般来说，葡萄牙裔美国人常被定义为包括“葡萄牙语美国人”，准确地说，葡萄牙裔美国人只指从葡萄牙移民到美国的葡萄牙人，不包括其殖民地移民到美国的葡萄牙后裔。
葡萄牙裔美国人和其他欧洲裔美国人不同，他们热衷于学习自己的语言葡萄牙语，包括了移民到美国的葡萄牙以前殖民地巴西、佛得角等的葡萄牙后裔。

## 人口
葡萄牙裔美国人是夏威夷州第四大族群，罗德岛第五大族群，马萨诸塞州第八大族群。

### 社区
三大社区：
- 波士顿地区：192,017（总人口的3.3%）[4]
- 大纽纽约、新泽西和康涅狄格州：129,865（总人口的0.6%）[4]
- 旧金山、奥克兰海湾地区：121,757（总人口的1.7%）[4]

### 各州
| 州           | 人口    | 百分比 | 备注 |
| ------------ | ------- | ------ | ---- |
| 加利福尼亚州 | 330,974 | 1.1%   |      |
| 马萨诸塞州   | 279,722 | 4.4%   |      |
| 罗德岛       | 99,445  | 9.7%   |      |
| 新泽西州     | 78,196  | 1.1%   |      |
| 佛罗里达州   | 48,974  | 0.3%   |      |
| 夏威夷州     | 48,527  | 4%     |      |
| 康涅狄格州   |         | 1.3%   |      |
| 新罕布什尔州 |         | 1.2%   |      |
| 内华达州     |         | 0.6%   |      |